# Воронков Михайло Михайлович
Михайло Михайлович Воронков (1910 —1999) — радянський військовий льотчик, учасник радянсько-фінської та німецько-радянської воєн, Герой Радянського Союзу (1940).

## Біографія
Народився 17 січня 1910 року в поселені Дмитріївка (нині Макіївка Донецької області України) у родині шахтаря. Українець. Закінчив Робітничий факультет та 2 курси Донецького педагогічного інституту.
Член ВКП(б) з 1929 року, партійний білет № 0250667.
У РСЧА з 1931 року. В 1934 році закінчив військову школу льотчиків.
На час радянсько-фінської війни М. М. Воронков був командиром ескадрильї 50-го скорострільного бомбардувального авіаційного полку (18-а скорострільна бомбардувальна авіаційна бригада, 7-ма армія, Північно-Західний фронт). За період цієї війни здійснив 56 бойових вильотів, у тому числі складних зимових метеоумовах, забезпечуючи транспортування радянських військ та бомбардування фінських позицій. З нагородного документу на присвоєння звання Героя Радянського Союзу відомо, що ескадрилья під його командуванням сприяла захопленню міста Виборг та знищила фінську піхоту, що звідти відступала. Також 3 березня 1940 року бомбардувала промислові об'єкти міста Іматра.
Під час німецько-радянської війни був льотчиком та командував 128-м бомбардувальним авіаційним полком пікіруючих бомбардувальників що брав участь у знищені позицій, техніки та живої сили противника.
З 1968 року полковник М. М. Воронков у відставці. Жив у Москві.

## Звання та нагороди
21 березня 1940 року М. М. Воронкову присвоєно звання Героя Радянського Союзу..
Також нагороджений:
- орденом Леніна
- 3-ма орденами Червоного прапора
- орденом Олександра Невського
- 2-ма орденами Вітчизняної війни 1 ступеня
- орденом Червоної Зірки